# Karol Podgorski
Karol Podgorski herbu Ostoja (zm. 1781 r.) – generał major wojsk pruskich w Warmii. Rodzina pochodzi z województwa poznańskiego, majątek Sarbinowo.